# Црква Светог великомученика Прокопија у Радевцу
Црква Светог великомученика Прокопија у Радевцу, насељеном месту на територији општине Лебане, православни је храм који припада Епархији нишкој Српске православне цркве.
Црква посвећена Светом великомученику Прокопији, подигнута је 1919. године и освећена 21. јула исте године.